# Hesthesis vesparius
Hesthesis vesparius là một loài bọ cánh cứng trong họ Cerambycidae.